# Desa Batununggal (administrativ by i Indonesien, Provinsi Bali)
Desa Batununggal är en administrativ by i Indonesien.   Den ligger i provinsen Provinsi Bali, i den sydvästra delen av landet, 1 000 km öster om huvudstaden Jakarta. Desa Batununggal ligger på ön Nusa Penida.